# Urolophus cruciatus
Urolophus cruciatus (tên tiếng Anh: crossback stingaree hay banded stingaree) là một loài cá đuối trong họ Urolophidae. Nó là loài đặc hữu của đông nam Úc, chủ yếu ngoài khơi Victoria và Tasmania nhưng có thể cả New South Wales và Nam Úc.